# Aurore Mongel
Aurore Mongel (ur. 19 kwietnia 1982 w Épinal), francuska pływaczka, mistrzyni Europy w wyścigu na 200 m stylem motylkowym.

## Sukcesy

### Mistrzostwa Europy
- 2004 Madryt –  (sztafeta 4 × 100 m dowolnym)
- 2004 Madryt –  (sztafeta 4 × 100 m zmiennym)
- 2006 Budapeszt –  (sztafeta 4 × 100 m dowolnym)
- 2006 Budapeszt –  (sztafeta 4 × 200 m dowolnym)
- 2008 Eindhoven –  (100 m motylkowym)
- 2008 Eindhoven –  (200 m motylkowym)

### Mistrzostwa Europy (basen 25 m)
- 2005 Triest –  (200 m motylkowym)
- 2008 Rijeka –  (200 m motylkowym)
- 2009 Stambuł –  (200 m motylkowym)